# BSS-ID
BSS-IDは、IEEE 802.11無線LANにおいて、通信端末を識別するために使われる、長さ48ビットのIDのことである。
端末同士が直接通信する「アドホック・モード(ad hoc mode)」で使われる。実際には個々のアダプタに割り当てられたMACアドレスを流用していることが多い。これに対してアクセスポイントを介して通信する「インフラストラクチャー・モード (infrastructure mode)」では、ESS-IDが使われる。